# Fattah Heydarov
Fattah Heydarov (en azéri: Fəttah Səməd oğlu Heydərov'; né le 23 février 1938, à Nakhitchevan, RSS d'Azerbaïdjan et mort le 3 août 2020 à Bakou, Azerbaïdjan ) est un homme d'État soviétique, azerbaïdjanais, président du Conseil des Sages d'Azerbaïdjan.Il est le père du colonel-général Kamaladdin Heydarov, le ministre des Situations d'urgence de la République d'Azerbaïdjan.

## Biographie
- En 1955, Fattah Samed oglu Heydarov est diplômé de l'école secondaire du village de Nehrem, en 1964 il est diplômé de la Faculté de mécanique et de mathématiques de l'Université d'État de Bakou.
- En 1975, il est diplômé de l'École supérieure du Parti de Bakou.
- En 1955-1958 - chef du club rural de Gyuznyut de l'actuel district de Babek
- En 1958-1966 - enseignant à l'école de huit ans dans le village de Nakhtchivan.
- En 1966-1970 - instructeur du Comité régional du Nakhitchevan du Parti communiste d'Azerbaïdjan
- En 1970-1976 -  deuxième secrétaire du Comité du district d'Ordubad du Parti communiste d'Azerbaïdjan.
- En 1976-1978 -  ministre des services publics du Nakhitchevan.
- En 1978-1983-  premier secrétaire des comités du PC d'Azerbaïdjan des districts d'Ordoubad et de Djoulfa (raion).
- En 1983-1995 - ministre de la culture de la République socialiste soviétique d'Azerbaïdjan du Nakhitchevan.
- En 1990-1995 -  député du Conseil suprême de la République autonome du Nakhitchevan.
- Depuis 1995 - député de l'Assemblée nationale de la République d'Azerbaïdjan.

## Prix et titres
- Ordre de la Gloire (Azerbaïdjan) [2]
- Ordre de l'Insigne d'honneur (22 février 2013) [3]
- Président du Conseil de la fédération (Russie) (2017, Russie).
- Ordre de la Souveraineté[4]